# Lista chorób zakaźnych według przynależności systematycznej
Lista chorób zakaźnych uszeregowana według przynależności systematycznej czynnika etiologicznego:

## Bakterie
Angina – 
Błonica – 
Zatrucie jadem kiełbasianym (botulizm) – 
Bruceloza – 
Cholera – 
Choroba Whipple’a – 
Dyzenteria (czerwonka bakteryjna, shigelloza) – 
Dur brzuszny – 
Dur rzekomy (paradur) – 
Dżuma – 
Zakażenie Escherichia coli – 
Gorączka okopowa – 
Gruźlica – 
Zakażenie Helicobacter pylori – 
Krztusiec – 
Melioidoza – 
Nosacizna – 
Płonica (szkarlatyna) – 
Rzeżączka – 
Salmonellozy – 
Tężec – 
Trąd – 
Tularemia – 
Wąglik

### Krętki
Bejel – 
Choroba Weila – 
Choroba z Lyme (borelioza) – 
Gorączka błotna – 
Kiła – 
Pinta

### Riketsje
Gorączka plamista – 
Gorączka Q – 
Tyfus plamisty (dur plamisty)

## Grzyby
Aspergiloza – 
Blastomykoza – 
Chromoblastomikoza (chromomikoza) – 
Dermatofitozy – 
Drożdżyca (kandydoza, blastomykoza) – 
Histoplazmoza – 
Kokcydioidomikoza – 
Kryptokokoza – 
Kryptosporydioza – 
Stopa madurska (maduromykoza) – 
Mukormykoza – 
Sporotrychoza

## Priony
Kuru – 
Choroba Creutzfeldta-Jakoba – 
Gąbczaste zwyrodnienie mózgu (BSE)

## Wirusy
Choroba bornholmska – 
Choroba Heinego-Medina – 
COVID-19 – 
Gorączki krwotoczne – 
Grypa – 
Krowianka – 
Mononukleoza zakaźna – 
Odra – 
Opryszczka zwykła – 
Ospa prawdziwa – 
Ospa wietrzna – 
Postępująca leukoencefalopatia wieloogniskowa –
Półpasiec – 
Pryszczyca – 
Przeziębienie –
Różyczka – 
SARS – 
Świnka – 
Wirusowe zapalenie wątroby – 
Wścieklizna – 
Zespół nabytego niedoboru odporności (AIDS)

## Choroby zakaźne, które wywołać może kilka różnych patogenów (tzw. infekcje o mieszanej etiologii)
Zakażenia górnych dróg oddechowych – 
Zakaźne zatrucia pokarmowe

Przeczytaj ostrzeżenie dotyczące informacji medycznych i pokrewnych zamieszczonych w Wikipedii.